# تعلقه سعیدآباد
تعلقه سعیدآباد (به انگلیسی: Saeedabad Taluka) یک تعلقه یا تحصیل در پاکستان است که در ایالت سند واقع شده‌است. تعلقه سعیدآباد ۱۵٬۰۰۰ نفر جمعیت دارد.